# Macbeth (Sullivan)

Macbeth est une musique de scène composée par Arthur Sullivan en 1888.
Ecrite à l’origine en même temps que la musique accompagnant la mise en scène d’Irving de la pièce en 1888, l'ouverture Macbeth d’Arthur Sullivan (1842–1900) peut être rapprochée d'une ouverture de concert et fut sans aucun doute remaniée avant sa publication six ans plus tard, car la fosse du Lyceum Theatre de Londres n’aurait jamais pu contenir grand orchestre symphonique (avec tuba et harpe). 
Composée à une époque où Sullivan était à son apogée — entre deux œuvres phares: The Yeomen of the Guard (1887) et The Gondoliers (1890) — Macbeth vise une structure musicale serrée plutôt qu’une suite assez décousue de mélodies qu’il fournit plus habituellement pour ce type de spectacle. 
Bien qu’on y sente encore l’influence de Franz Schubert et de Félix Mendelssohn, la musique évoque des lugubres paysages d'Écosse (phrases a l’unisson), le spectre de Banquo (un passage mystérieux, harmoniquement étrange, pour flûte et cordes dans l'Ouverture), la magnificence royale de Lady Macbeth, les sorcières et, dans une mélodie d’une ampleur typique, le «gracieux Duncan». Tout ceci est conçu avec la technique et la maîtrise de l’orchestration habituelles de Sullivan.

## Contexte
Sullivan accepte la proposition d'écrire une musique scénique pour la production de Macbeth par Henry Irving du 2 juin 1888 et fixa la rémunération à cinq guinées par soir. La compagnie d'Henry Irving, avec Ellen Terry comme première dame, était établie au Lyceum depuis une décennie et était célèbre pour ses productions prestigieuses et somptueuses. 
Le fait que Sullivan était prêt à entreprendre la commande pour une rémunération aussi modeste suggère qu'il avait l'intention d'utiliser cette musique dans une suite pouvant être incluse dans des programmes pour orchestre. Sullivan a commencé à composer en novembre, complétant le pointage le lendemain de Noël. Hermann Klein s'attribue le mérite d'avoir persuadé Irving que non seulement la musique pour la pièce elle-même devrait être commandée, mais aussi une ouverture - malgré le sentiment d'Irving selon lequel « les ouvertures de tragédies étaient devenues obsolètes ».
Dans une note non datée d'Irving à Sullivan. Irving décrit le genre de symboles militaires sonores requis dans la pièce, confirmant vraisemblablement ce qui était manifestement déjà en discussion:
- Les trompettes et les tambours sont l'arrière-scène du roi (Duncan).
- Entrée du seul tambour Macbeth. (Un tambour, un tambour, Macbeth vient.)
- Une marche lointaine serait bien pour la sortie de Macbeth dans la 3ème scène - ou un tambour et des trompettes comme vous le suggérez.
- Dans le dernier acte, il y aura plusieurs floraisons de trompettes. ('Faites parler toutes nos trompettes', etc.) et des roulements de tambours parfois.
- Tout ce que vous pouvez donner d'émouvant peut vraiment être apporté.
- Comme vous l'avez dit, vous pouvez les mettre par points aux répétitions - mais il serait bon qu'il y ait un seul joueur pour qu'on puisse avoir l'heure exacte.

En plus de l'ouverture et de la musique « d'action » de la pièce, Sullivan a également composé des préludes pour les Actes I, III, IV et VI, ainsi qu'un « mélodrame » (musique en fond sonore). Dans la caverne des sorcières (acte IV), il avait aussi prévu des chœurs de femmes pour Black spirits and white et Come away, come away.

## Scènes
1. Overture
2. When shall we three meet again?
3. Doubtful it stood
4. Prelude
5. Where hast thou been, sister?
6. So foul and fair a day I have not seen
7. This castle hath a pleasant seat
8. See, see, our honour'd hostess
9. Prelude
10. Is this a dagger, which I see before me
11. Prelude
12. To be thus is nothing
13. Prelude
14. You know your own degrees
15. Thrice the brinded cat hath mew'd
16. Black spirits and white
17. By the picking of my thumbs
18. A deed without a name
19. Witches' dance
20. Time, thou anticipat'st my dread exploits
21. Chorus of witches and spirits

Le numéro orchestral le plus important, ou du moins le plus continu, de la partition est l'ouverture - une pièce de musique efficacement instrumentée, qui se situe à mi-chemin entre la forme classique et le prélude dans le sens moderne du terme. Car, bien que les thèmes soient élaborés selon les règles de la composition musicale, leur signification dramatique est dûment soulignée et l'on peut clairement reconnaître une tentative réussie de développer un "leitmotive" pour les trois sorcières et l'influence néfaste qu'elles représentent dans l'action. 

## Analyse

### Ouverture
Contrairement à bon nombre de musiques scéniques contemporaines de Sullivan, il n'y a pas ici d'introduction lente; l'ouverture commence directement avec un allegro non troppo vivace dans la tonalité sombre de do mineur. 
Un deuxième sujet entre en jeu en temps voulu et donne lieu à des combinaisons intéressantes et variées. À noter également l'anticipation du chœur des esprits avec son accompagnement trépidant de triples-croches dans les cordes en sourdine. 
C'est par des moyens tels que ceux-ci que la note dominante des événements à suivre est marquée et que la véritable mission d'une ouverture est accomplie. Ce qui accentue le sentiment que l'ouverture peut être jouée séparément, en concert orchestral tout comme dans son contexte initial.

### Acte I
Après une très brève introduction du premier acte proprement dit, le rideau se lève, et les étranges sœurs (les sorcières) sont vues sur la lande balayée par le vent près de Forres. 
Le critique et musicologue britannique Arthur Jacobs dit de l'ouverture:

« Bien que l'ouverture de l'ouverture suggère un ton tragique, avec sa succession martelée de trois accords mineurs identiques, Sullivan a choisi de ne pas anticiper dans son ouverture le résultat de la pièce : la pièce se termine en majeur avec la récurrence d'un thème de pompe festive. La présentation originale de ce thème rappelle fortement l'apparition du thème de la " Tour " dans l'ouverture de Yeomen. L'ouverture de la pièce est plus " motivante " (c'est-à-dire qu'elle utilise des cellules thématiques courtes plutôt que des mélodies entières) et, sur le plan harmonique, elle peut aussi être considérée comme la plus avancée, mais c'est surtout l'ouverture Yeomen qui reste mémorable. »

Le principe sur lequel le compositeur s'est appuyé tout au long de la pièce est, là, évident: il utilise le mélodrame ou le dialogue parlé avec un accompagnement orchestral de la manière la plus complète. Les sorcières déclament, elles ne chantent pas, et leurs voix en juxtaposition et en contraste avec le son musical créent un effet sauvage et étrange. 
Plus tard, nous remarquerons ici que le mélodrame est souvent accompagné par la harpe - un instrument adapté à cette fin. La danse rythmique (le « pas des sorcières ») doit être spécialement notée. Elle prend ici la forme d'une danse grave en temps commun. La manière dont le rythme est repris par le tambour au loin est ingénieuse, marquant en quelque sorte l'inter-connexion des événements surnaturels et naturels.
Reste à mentionner dans cet acte la musique suave et belle qui accompagne l'arrivée du roi Duncan à Inverness et son accueil par Lady Macbeth, et qui, pour reprendre les termes de la pièce: « se recommande avec agilité et douceur à nos doux sens ». De la trahison qui sous-tend les mots de bienvenue de la Lady, aucune note d'avertissement ne s'élève des cordes de la harpe qui accompagnent le dialogue jusqu'à la fin...

### Acte II
L'introduction du deuxième acte (selon la division de la version de M. Irving) rappelle l'Ouverture. Il s'agit d'une mélodie en sol majeur largement développée et jouée par les cordes.

### Acte III
L'introduction du troisième acte tire son caractère de la fête si rudement interrompue par l'apparition du fantôme de Banquo.